# Chiraleisa
Chiraleisa este o formulă liturgică rostită de cei care însoțesc pe preotul creștin ortodox când acesta umblă cu sfințirea caselor de sărbătoarea Botezului Domnului (Bobotezei). Provine din rugăciunea grecească Kírie eléison (în română Doamne miluiește).
În tradiția ortodoxă din țările române, această formulă liturgică este folosită de sute de ani. Printre cei care o amintesc este și scriitorul Ion Creangă (1837-1889) în Amintiri din copilărie: "Și, când veneau cele două ajunuri, câte treizeci-patruzeci de băieți fugeau înaintea popii, de rupeam omătul de la o casă la alta, și la Crăciun nechezam ca mânzii, iar la Bobotează strigam chiraleisa de clocotea satul."  În județul Bistrița-Năsăud există un sat cu un nume apropiat: Chiraleș.

## Obiceiuri
În satele din Moldova, în Ajunul Bobotezei (5 spre 6 ianuarie), este obiceiul ca preotul să umble din casă în casă pentru a sfinți locuințele creștinilor. Sosirea sa este vestită de grupuri de copii care merg înaintea preotului pe la casele creștinilor și strigă de trei ori „Chiraleisa!”
În satele din Bucovina, în Ajunul Bobotezei se pregătește o masă asemănătoare cu masa din Ajunul Crăciunului. Copiii care vestesc sosirea preotului sunt răsplătiți de gazde cu mere, nuci sau prăjituri. La sfințirea caselor, preotul este însoțit și de gospodari care merg cu lumânări aprinse și strigă și ei Chiraleisa. Gospodarii care însoțesc preotul sunt serviți de gazde cu bucate de post, după ce acestea au fost stropite cu agheasmă.
În Oaș, mai exact satul Valea Seacă, se face un grup cu băieți coordonați de preotul paroh. În diminețile de 3,4(data poate fi diferită), băieții pornesc înainte față de preot. Aceștia spun o urare specifică zonei, după strigă de 3 ori Chiraleisa! Gazda îi răsplătește cu mere, nuci, portocale, cozonaci și chiar și ceva  bănuți. Aceștia mulțumesc gazdei, își iau la revedere și își continuă drumul. Preotul sosește în urma lor cu cântăreții de la strană și cu ajutorul lui (eventual și senatori ) și sfințește casele creștinilor .Acesta salută gazda și îți continuă drumul. Eventual mai servește un pahar de vin, apă sau chiar gustă din bucatele de post preparate de gazdă.